# Monti Lessini - Piccole Dolomiti
Monti Lessini - Piccole Dolomiti este o arie protejată (arie specială de conservare — SAC, sit de importanță comunitară — SCI) din Italia întinsă pe o suprafață de 4.336 ha, integral pe uscat.

## Localizare
Centrul sitului Monti Lessini - Piccole Dolomiti este situat la coordonatele 45°42′38″N 11°04′45″E / 45.7105°N 11.0792°E.

## Înființare
Situl Monti Lessini - Piccole Dolomiti a fost declarat sit de importanță comunitară în octombrie 2010 pentru a proteja 2 specii de plante și 19 specii de animale. Situl a fost protejat și ca arie specială de conservare în martie 2014.

## Biodiversitate
Situată în ecoregiunea alpină, aria protejată conține 18 habitate naturale: Păduri pe pante, grohotișuri și ravene de Tilio-Acerion, Grohotișuri calcaroase și de șisturi calcaroase de la nivelul montan până la nivelul alpin (Thlaspietea rotundifolii), Pajiști alpine și subalpine calcaroase, Păduri ilirice de Fagus sylvatica (Aremonio-Fagion), Mlaștini alcaline, Pajiști alpine și boreale, Pante stâncoase calcaroase cu vegetație casmofită, Pajiști uscate seminaturale și facies de acoperire cu tufișuri pe substraturi calcaroase (Festuco-Brometalia) (* situri importante pentru orhidee), Râuri de munte și vegetația lor lemnoasă cu Salix elaeagnos, Grohotișuri termofile și vest-mediteraneene, Formațiuni ierboase bogate în specii de Nardus, dezvoltate pe substraturi silicioase în zone montane (și în zone submontane, în Europa continentală), Păduri de fag subalpine medio-europene cu Acer și Rumex arifolius, Fânețe montane, Păduri de fag Asperulo-Fagetum, Liziere de ierburi înalte hidrofile de câmpie și de nivel montan până la alpin, Păduri alpine de Larix decidua și/sau Pinus cembra, Păduri acidofile de Picea de la nivel montan la nivel alpin (Vaccinio-Piceetea), Tufărișuri cu Pinus mugo și Rhododendron hirsutum (Mugo-Rhododendretum hirsuti).
La baza desemnării sitului se află mai multe specii protejate:
- plante (2): clopțelul cu frunze de crin (Adenophora lilifolia), papucul doamnei (Cypripedium calceolus)
- păsări (18): uliu porumbar (Accipiter gentilis), uliu păsărar (Accipiter nisus), minunița (Aegolius funereus), acvilă de munte (Aquila chrysaetos), cocoșul de mesteacăn (Bonasa bonasia), șerpar (Circaetus gallicus), ciocănitoare neagră (Dryocopus martius), șoim călător (Falco peregrinus), vânturel roșu (Falco tinnunculus), ciuvică (Glaucidium passerinum), Lyrurus tetrix tetrix, gaia neagră (Milvus migrans), cinghiță alpină (Montifringilla nivalis), pietrar sur (Oenanthe oenanthe), viespar (Pernis apivorus), mărăcinar (Saxicola rubetra), silvie-mică (Sylvia curruca),  cocoș de munte (Tetrao urogallus)
- mamifere (1): lupul (Canis lupus)

Pe lângă speciile protejate, pe teritoriul sitului au mai fost identificate 50 de specii de plante, 4 specii de amfibieni, 16 specii de mamifere, 2 specii de nevertebrate, 2 specii de reptile.